# Mambo Italiano (dal)
A Mambo Italiano egy gyorsan népszerűvé vált 1955-ös amerikai sláger, melynek Bob Merrill volt a szerzője, és tulajdonképpen a mambó zenei stílus nyilvánvalóan paródiájaként született.
A dal Rosemary Clooney amerikai énekesnő számára íródott. Népszerűsége okán sok feldolgozása született és számos filmben megjelent.
Állítólag a szerzőt annyira szorította a határidő, hogy egy olasz étteremben ülve papírszalvétára írta a dalt és telefonon diktálta a dallamot, a ritmust és a szöveget is a stúdió zongoristájának.
A dal a mambo zene nyilvánvaló paródiája, és az 1954-es New York-i mambo őrületet veszi célba. Ugyanakkor jól eltalálta Rosemary Clooney vokális képességeit.
Clooney teljesen meggyőző akcentussal „olaszosított” a dalt. A későbbiekben például az olasz-amerikai dzsesszénekes, Louis Prima is úgy adta elő, hogy pontosan ráérzett a zenei sztereotípiák gúnyolására.
A dalszöveg eredetije angol nyelvű és viccesen, értelmetlenül abszurd. Olasz, nápolyi nyelvű és spanyol halandzsa is van gondosan belekeverve.

## Híres felvételek
Rosemary Clooney, Sophia Loren, Renato Carosone, Hetty and the Jazzato Band, Dean Martin, Daniel Boaventura, Silvana Mangano, Louis Prima, Dany Brillant, Komár László,...

## Film
- 2003: Mambo Italiano, kanadai film